# Abdellah El Moudene
Abdellah El Moudene (sinh ngày 11 tháng 2 năm 1994 ở Oran) là một cầu thủ bóng đá người Algérie thi đấu cho MC Alger ở Giải bóng đá hạng nhất quốc gia Algérie, cho mượn từ Paradou AC.